# Suning Real Estate
Suning Real Estate (cinese: 苏宁置业集团有限公司) è una società cinese che opera nel settore immobiliare, e di cui Zhang Jindong possiede il 65% di quote. 
Suning Real Estate crea una catena di business immobiliare innovativa integrata che copre tre programmi di sviluppo: immobili commerciali, città e immobili residenziali.
Suning Real Estate sviluppa e realizza grandi progetti dedicati a strutture commerciali e direzionali di fascia alta, con la collaborazione di architetti internazionali. In questo settore, oltre al Plaza di Xuzhou,  un complesso di edifici ultramoderni dai quali svetta un grattacielo che raggiunge i 266 metri di altezza, Suning Real Estate ha già realizzato altri analoghi complessi come Suning Plaza di Wuxi, con un grattacielo di 68 piani sviluppati su 328 metri di altezza inaugurato nel 2014; Suning Plaza Complex di Zhenjiang, caratterizzato da una torre alta 77 piani per 330 metri; e Nanjing Olympic Suning Tower, con un grattacielo di 99 piani per 420 metri di altezza, il secondo edificio più alto di Nanchino.
Nel 2018 è stato inaugurato a Shanghai il  Bellagio Shanghai (in collaborazione tra Suning e MGM), il primo resort di lusso Bellaggio in Cina.  Insieme a Bellagio Shanghai, Suning Real Estate ha stretto collaborazioni con marchi prestigiosi tra cui Sofitel, JW Marriott e Hyatt Regency.

## Aree di business
- Immobili commerciali — Prevede la costruzione di centri commerciali di fascia alta, hotel a cinque stelle, appartamenti con servizi di alto livello, già esistenti e in fase di costruzione.[8]
- Immobiliare residenziale — Prevede case di lusso, residenze di fascia alta e immobili di impronta tradizionale cinese.[9]
- Immobiliare turistico — Prevede la costruzione di intere città a sviluppo sostenibile,città dello sport, città culturale e turismo culturale.[10]

## Elenco dei grattacieli
Segue la lista dei grattacieli del Suning Real Estate Group; gli edifici sono elencati secondo il criterio dell'altezza strutturale ovvero punto più alto della costruzione.
L'elenco contiene grattacieli attualmente in costruzione.
| Pos. | Nome                           | Immagine | Luogo        | Anno                            | Altezza (m) | N° Piani | Uso                                                  | Proprietario             |
| ---- | ------------------------------ | -------- | ------------ | ------------------------------- | ----------- | -------- | ---------------------------------------------------- | ------------------------ |
| 1    | Nanjing Olympic Suning Tower   |          | Nanchino     | in fase di realizzazione (2024) | 420         | 99       | residenziale / hotel / uffici                        | Suning Real Estate Group |
| 2    | Suning Xinjiekou Plaza         |          | Nanchino     | in fase di realizzazione        | 388         | 84       | residenziale / hotel                                 | Suning Real Estate Group |
| 3    | Suning Plaza Complex           |          | Zhenjiang    | 2018                            | 341         | 77       | hotel / residence / SOHO / uffici                    | Suning Real Estate Group |
| 4    | Wuxi Suning Plaza 1            |          | Wuxi         | 2014                            | 328         | 68       | residenziale / hotel / uffici                        | Suning Real Estate Group |
| 5    | Suning Ruicheng Phase 3        |          | Nanchino     | in fase di realizzazione        | 300         | 62       | hotel / residence / SOHO / uffici                    | Suning Real Estate Group |
| 6    | Suning Plaza Tower A           |          | Xuzhou       | 2017                            | 266         | 62       | hotel / residence / ufficio                          | Suning Real Estate Group |
| 7    | Suning Plaza                   |          | Panjin       | in fase di realizzazione        | 260         | 61       | appartament1 / hotel / uffici / vendita al dettaglio | Suning Real Estate Group |
| 8    | Suning Plaza Tower 2           |          | Zhenjiang    | 2018                            | 225         | 62       | residenziale / vendita al dettaglio                  | Suning Real Estate Group |
| 9    | Suning Ruicheng Phase 1 E06 #1 |          | Nanchino     | 2015                            | 210         | 46       | uffici                                               | Suning Real Estate Group |
| 10   | Suning Ruicheng Phase 1 E07 #2 |          | Nanchino     | 2015                            | 210         | 46       | uffici                                               | Suning Real Estate Group |
| 11   | Suning Ruicheng Phase 1 E08 #2 |          | Nanchino     | 2015                            | 210         | 34       | uffici                                               | Suning Real Estate Group |
| 12   | Suning Plaza                   |          | Shijiazhuang | 2013                            | 200         | 45       | hotel / residence / ufficio                          | Suning Real Estate Group |
| 13   | Suning Nanjing Tower 2         |          | Nanchino     | in fase di realizzazione        | 200         | 53       | residenziale                                         | Suning Real Estate Group |
| 14   | Suning Ruicheng Phase 2 D07    |          | Nanchino     | in fase di realizzazione        | 200         | 44       | SOHO / hotel                                         | Suning Real Estate Group |
| 15   | Suning Ruicheng Phase 2 C0102  |          | Nanchino     | in fase di realizzazione        | 200         | 41       | uffici                                               | Suning Real Estate Group |
| 16   | Sofitel Lianyungang Suning     |          | Lianyungang  | 2015                            | 200         | 41       | hotel                                                | Suning Real Estate Group |
| 17   | Wuxi Suning Plaza 2            |          | Wuxi         | 2014                            | 183         | 50       | residenziale                                         | Suning Real Estate Group |
| 18   | Suning Ruicheng Phase 1 E07 #1 |          | Nanchino     | 2015                            | 182         | 39       | Hotel / uffici                                       | Suning Real Estate Group |
| 17   | Suning Ruicheng Phase 1 E08 #1 |          | Nanchino     | 2015                            | 182         | 29       | uffici                                               | Suning Real Estate Group |
| 19   | Suning Nanjing Tower 3         |          | Nanchino     | in fase di realizzazione        | 170         | -        | residenziale                                         | Suning Real Estate Group |
| 20   | Suning Nanjing Tower 4         |          | Nanchino     | in fase di realizzazione        | 140         | -        | residenziale                                         | Suning Real Estate Group |
| 21   | Suning Plaza 1                 |          | Shantou      | 2016                            | 100         | 26       | uffici / vendita al dettaglio                        | Suning Real Estate Group |
| 22   | Suning Plaza 2                 |          | Shantou      | 2016                            | 100         | 26       | uffici / vendita al dettaglio                        | Suning Real Estate Group |

## Azionisti
| Azionista              | Quota |
| ---------------------- | ----- |
| Zhang Jindong          | 65%   |
| Suning Appliance Group | 25%   |
| Steven Zhang           | 10%   |

## Riconoscimenti
- 2008 — Suning Real Estate ha vinto lo "Special Contribution Award for Urban Sustainable Development" rilasciato da UN-HABITAT.[15]
- 2010 — Suning Real Estate ha vinto numerosi riconoscimenti, tra cui "2010 Sina Leju Brand Real Estate Enterprise of the Year".[15]
- 2012 — Suning Real Estate è stata classificata come "Le 100 migliori società immobiliari cinesi del 2012, le prime 10 società immobiliari commerciali della Cina e le prime 10 società immobiliari cinesi per la crescita" nel "Rapporto di ricerca sulle 100 migliori società immobiliari della Cina del 2012" pubblicato dal China Real Estate Top 10 Research Group.[15]
- 2013 — Suning Real Estate è organizzata congiuntamente da China Commercial Real Estate Alliance e All-China Commercial Information.Il forum ha vinto il titolo di "Sviluppatore più influente di immobili commerciali in Cina".[15]
- 2014 — Suning Real Estate è stata premiata come "2014 Brand Enterprise" da Phoenix Real Estate.Suning Real Estate è stata premiata come "impresa immobiliare leader a livello locale 2014-2015" da SouFun.com.[15]
- 2015 — Suning Real Estate ha vinto il premio "Lo sviluppatore immobiliare commerciale più influente della Cina" al "Forum per lo sviluppo dell'industria immobiliare commerciale cinese 2015" organizzato dalla China Commercial Real Estate Alliance.Suning Real Estate ha vinto il premio "2015 China's Most Influential Commercial Real Estate Brand" nell '"Ottavo China Commercial Real Estate Summit Forum" organizzato da Soupu.com e China Urban Real Estate Developers Strategic Alliance.Suning Real Estate è stata selezionata come società immobiliare a valore annuale dalla "China Value Real Estate List 2015" del Daily Economic News. Suning Real Estate si è classificata seconda nella lista delle "20 migliori imprese cinesi per lo sviluppo immobiliare del 2015 nella provincia di Jiangsu", pubblicata congiuntamente dalla China Real Estate Association, dalla China Real Estate Research Association e dal China Real Estate Evaluation Center.[15]
- 2016 — Suning Real Estate è stata selezionata come "Lo sviluppatore immobiliare commerciale più prezioso della Cina" dal "Forum per lo sviluppo dell'industria immobiliare commerciale cinese" sponsorizzato congiuntamente dalla China Commercial Real Estate Alliance, dal China National Commercial Information Center e dal China Times.Suning Real Estate è stata classificata come "Le 100 migliori imprese immobiliari cinesi del 2016" dalla China Real Estate Research Association, dalla China Real Estate Association e dal China Real Estate Evaluation Center, al 63 ° posto.Le 10 migliori società immobiliari commerciali complete in Cina. Le 5 principali società di operazioni immobiliari commerciali in Cina.[15]
- 2017 — Suning Real Estate è stata premiata dalla "China Top 100 Real Estate Companies Research Achievement Conference 2017" sponsorizzata congiuntamente dall'istituto di ricerca aziendale del centro di ricerca per lo sviluppo del Consiglio di Stato, dall'istituto di ricerca immobiliare della Tsinghua University e dall'istituto di ricerca China Index: 2017 Top 50 società immobiliari cinesi. Le prime 100 società immobiliari cinesi del 2017: le prime 10 in crescita. Le 5 migliori società immobiliari commerciali eccezionali in Cina nel 2017.[15]
- 2018 — Suning Real Estate è stata premiata dalla "2018 China Top 100 Real Estate Companies Research Achievement Conference" sponsorizzata congiuntamente dall'istituto di ricerca aziendale del centro di ricerca per lo sviluppo del Consiglio di stato, dall'istituto di ricerca immobiliare della Tsinghua University e dall'istituto di ricerca China Index: 2018 Top 50 società immobiliari cinesi. Top 100 delle migliori società immobiliari cinesi del 2018: efficienza operativa TOP10. Le 4 migliori società immobiliari commerciali in Cina nel 2018.[15]
- 2019 — Suning Real Estate è stata premiata dalla "China Top 100 Real Estate Enterprises Research", sponsorizzata congiuntamente dall'Enterprise Research Institute del Development Research Center del Consiglio di Stato, dal Real Estate Research Institute della Tsinghua University e dal China Index Research Institute: Le 50 migliori società immobiliari cinesi nel 2019. Le 100 migliori società immobiliari della Cina del 2019: le 10 migliori prestazioni. Le 5 migliori società immobiliari commerciali eccezionali in Cina nel 2019.[15]
- 2020 — Nel 2020, Suning Real Estate è classificata tra le prime 5 delle prime 100 società immobiliari commerciali della Cina, la top 50 delle prime 100 società immobiliari cinesi e la top 10 delle prime 100 società immobiliari della Cina.[16]